# 오시마군 (야마구치현)

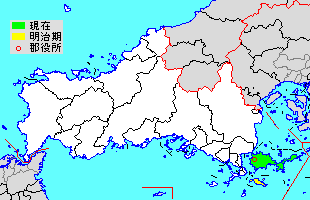
야마구치현 오시마군의 위치

오시마군(일본어: 大島郡, おおしまぐん)은 일본 야마구치현의 군이다. 세토 내해 서부의 스오오 섬에 위치한다.
인구 12,905명, 면적 138.09km², 인구밀도 93.5명/km².(2025년 3월 1일, 추계인구)
이하 1정으로 구성된다.
- 스오오시마정(周防大島町)

## 역사
- 2004년 10월 1일 - 구가 정, 오시마 정, 도와 정, 다치바나 정이 합병해 스오오시마 정이 되었다.